# Fordism

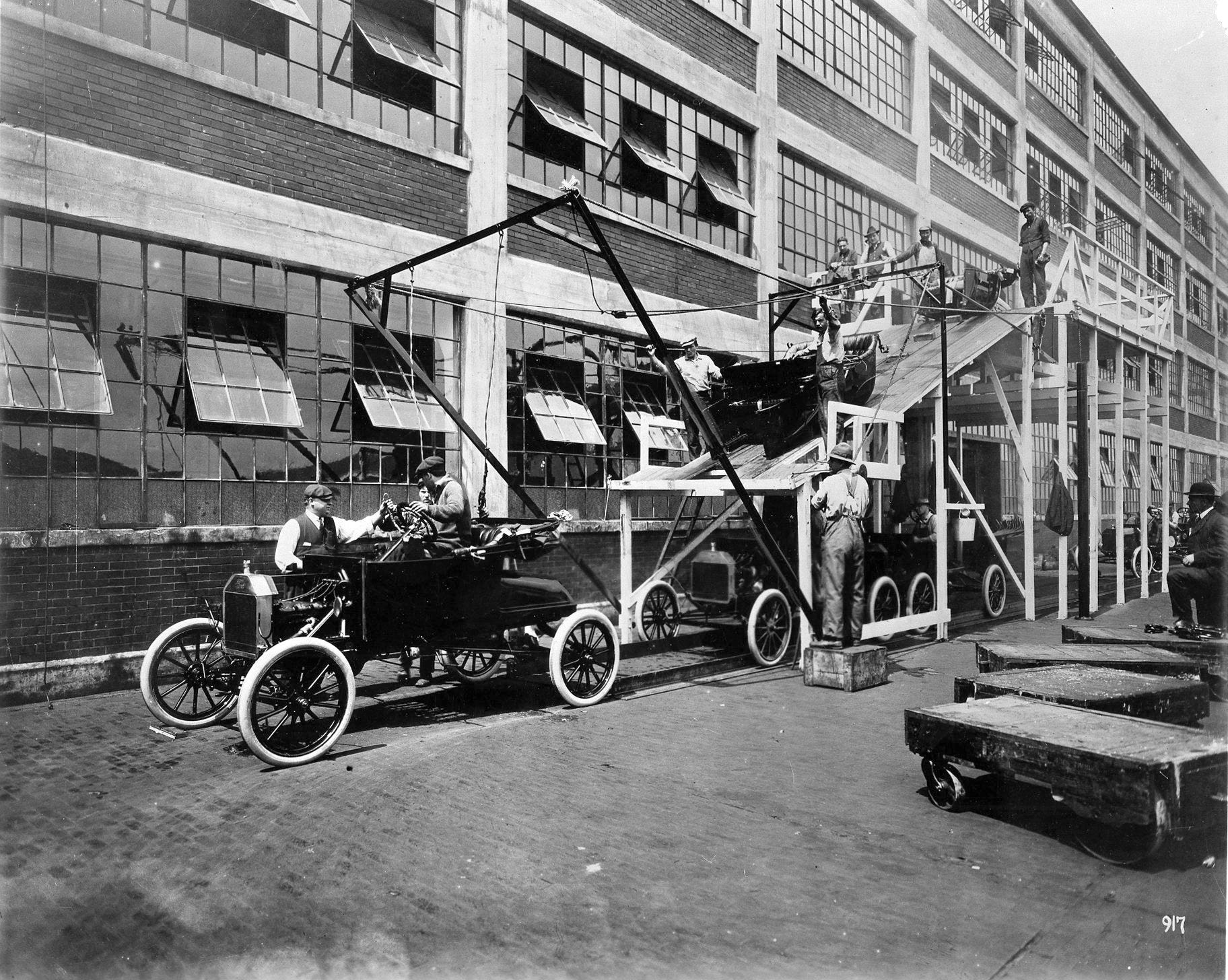
En T-Ford får karossen monterad vid sammansättningsbandet 1913

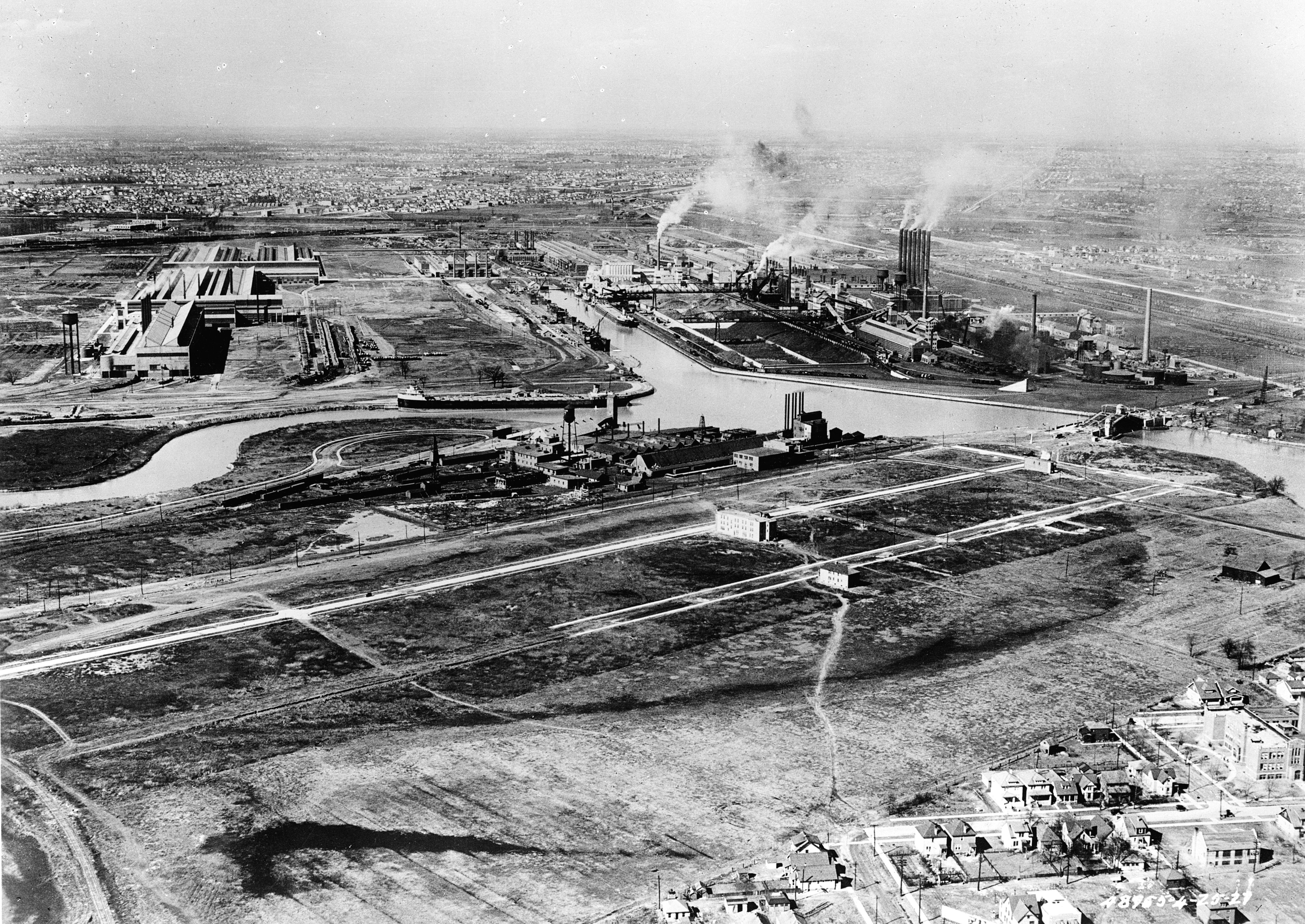
Fords fabrikkomplex i River Rouge utanför Detroit.

Begreppet fordism är en vidareutveckling av Taylorism som används i dag om arbetsorganisationer med hög grad av specialisering och centralisering, idéer som anses ha kommit från Frederick Winslow Taylors teorier. Henry Ford vidareutvecklade det med löpandebandprincipen för att tillgodose en massmarknad med generella produkter, för företaget Ford i första hand bilmodellen T-Ford.
Ford utvecklade en helt ny industriell produktionsteknik - fordismen. Grundidén var massproduktion enligt löpandebandprincipen av en bil i standardmodell och standardfärg (svart). Den svarta färgen var japansk och den enda som torkade tillräckligt snabbt för det löpande bandet. Bilen kunde genom ett lågt pris säljas till den breda allmänheten. Fordmodellerna uppkallades i bokstavsordning (A-Ford, B-Ford, osv). Den största succén inleddes i oktober 1908 i och med introduktionen av T-Forden. Masstillverkning på löpande band började 1913. Det finns ingen annan bilmodell som haft så stor betydelse för bilismens spridning. Fordismen - det nya industriella arbetssättet - var nyckeln till bilens stora framgång. T-Forden skulle mellan åren 1908 till 1927 tillverkas i totalt 15 miljoner exemplar, utan några väsentliga ändringar i den tekniska nivån och alla i standardfärgen svart. Detta skulle bli en tillverkningsserie av samma bilmodell som än idag bara slagits av Volkswagen Typ 1. På företagets enorma fabriksområde, Ford Rouge Plant i Dearborn, Michigan, där samtliga komponenter till bilarna tillverkades och monterades från råvara till färdig bil, arbetade 1930 totalt 81 000 personer på ett fabriksområde som hade en effektiv golvyta på nära 65 ha (650 000 m²).
Att arbeta enligt fordismen innebär att stå vid löpande band i fabriken, där standardiserade delar monterades ihop under hög arbetstakt. Specialiseringen kring olika arbetsmoment bland personalen var långt driven, och detta ökade produktiviteten radikalt. En T-Ford lämnade sammansättningsbandet var 24:e sekund, vilket medförde att priset sjönk. År 1908 kostade bilen 950 dollar, men 1927 hade priset sjunkit till 290 dollar. Henry Fords framgångsrika koncept har sedan dess spridit idén om massproduktion vid löpande band till många andra industriella områden i världen. Att arbeta vid löpande band var givetvis monotont, men vinsterna lät å andra sidan inte heller vänta på sig för de anställda. Genom den effektiva produktionsmetoden kunde industriarbetarlönen höjas till det dubbla, arbetstiden förkortas samt treskift införas. 